# Odynerus cilicius
Odynerus cilicius är en stekelart som beskrevs av Cameron. Odynerus cilicius ingår i släktet lergetingar, och familjen Eumenidae. Inga underarter finns listade i Catalogue of Life.